# نامیهی اودیرا
نامیهی اودیرا (به ژاپنی: 小平浪平) (زاده ۱۵ ژانویه ۱۸۷۴ - درگذشته ۵ اکتبر ۱۹۵۱) کارآفرین، نیکوکار، بازرگان و مهندس برق ژاپنی بود، که در سال ۱۹۱۰ شرکت هیتاچی را تأسیس نمود.

## زندگینامه

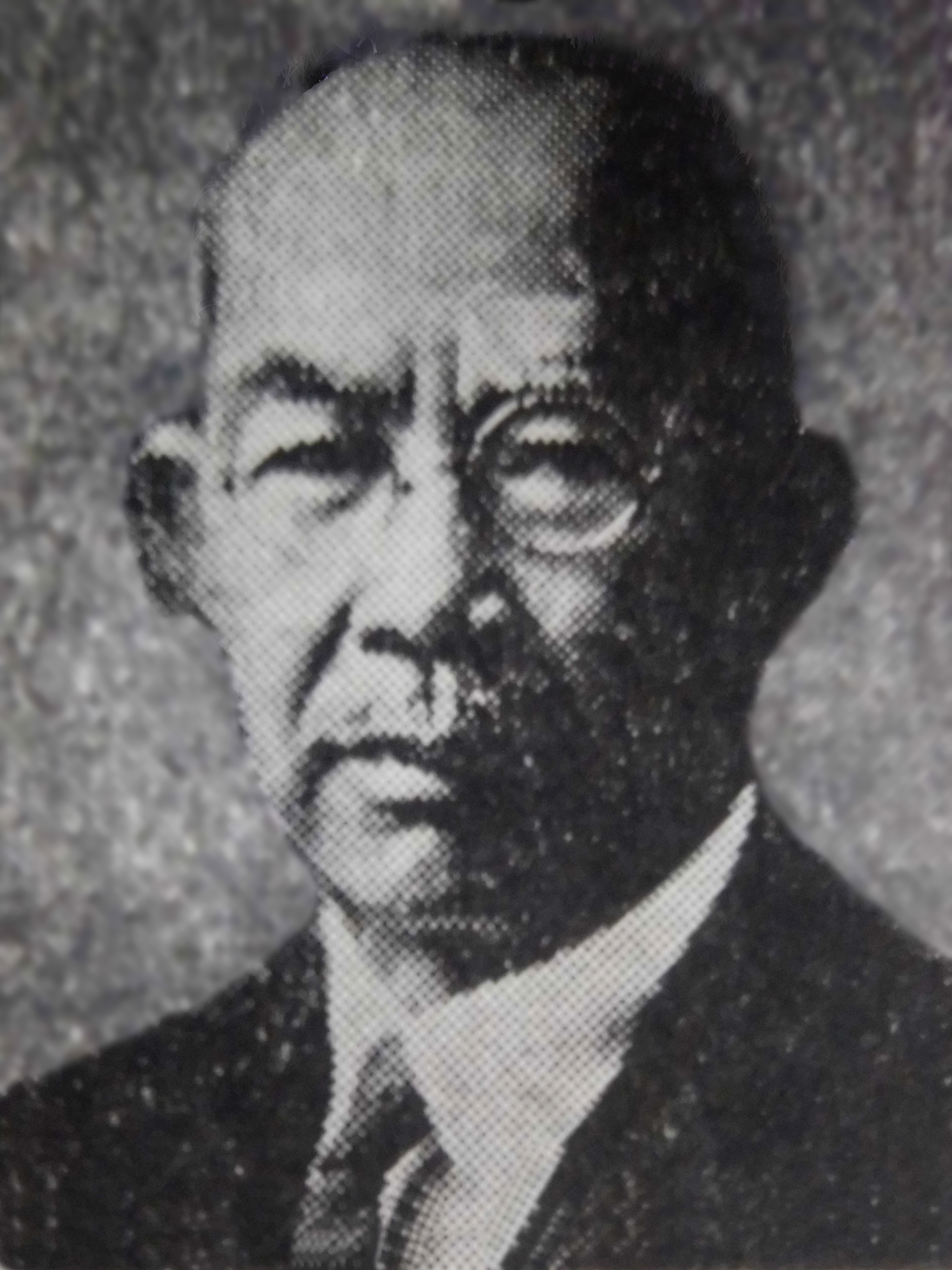
اودیرا سالمند

اودایرا در ۱۵ ژانویه ۱۸۷۴ در ایناکا، شیموتسوگا، استان توچیگی (تسوگاماچی کاسنبا، توچیگی کنونی) به دنیا آمد. او پسر دوم خانواده بود. اودایرا در سال ۱۹۰۰، از دانشکده مهندسی برق دانشگاه امپریال توکیو فارغ التحصیل شد. پس از آن اودایرا به عنوان مهندس در نیروگاه یک شرکت معدنی استخدام شد. او از آنجا به بعد در چندین شرکت برق مشغول به کار شد.
اودایرا در سال ۱۹۰۶ به عنوان رئیس بخش مهندسی به «شرکت معدن کوهرا» در معدن مس «هیتاچی» پیوست. اگرچه وظایف اصلی او در معدن تضمین تامین پایدار برق و نگهداری از تجهیزات الکتریکی معدن بود، اودایرا و همکارانش ساخت موتور الکتریکی پنج اسب بخاری را آغاز کردند. 
این سرآغازی بر پیدایش و توسعه شرکت هیتاچی بود که توسط اودایرا در سال ۱۹۱۰ تأسیس شد. با این حال، از آنجایی که این شرکت، سرمایه‌گذاری انحصاری شرکت معدنی کوهارا بود؛ فوسانُسوکه کوهارا، رئیس شرکت معدن، مالک هیتاچی بود؛ نه اودایرا.
در سال ۱۹۲۰ شرکت هیتاچی با مسئولیت محدود و  به عنوان یک شرکت مستقل تأسیس شد. اودایرا از سال ۱۹۱۰ تا ۱۹۲۹ مدیر عامل و از سال ۱۹۲۹ تا ۱۹۴۷ رئیس شرکت هیتاچی بود.
با حکم مقامات اشغالگر ایالات متحده در سال ۱۹۴۷، اودایرا از مقام خود خلع شد؛ اگرچه در سال ۱۹۵۱، این حکم لغو گشت و اودایرا به عنوان رئیس بازنشسته به شرکت بازگشت.  تقریباً بلافاصله پس از بازگشت دوباره او به شرکت، اودایرا در ۵ اکتبر ۱۹۵۱ در سن ۷۷ سالگی درگذشت.